# Wise Intelligent
Timothy Grimes (ur. 10 kwietnia 1970 w New Brunswick w stanie New Jersey) – amerykański raper i producent muzyczny, członek grupy hip-hopowej Poor Righteous Teachers występujący pod pseudonimem artystycznym Wise Intelligent. Wise Intelligent uważany jest za jednego z pionierów nurtu w rap zwanym świadomym hip-hopem.

## Dyskografia
- Killin’ U... for Fun (1996)
- The Talented Timothy Taylor (2007)
- The Unconkable Djezuz Djonez (2011)
- El Negro Guerrero (2013)
- Stevie Bonneville Wallace (2016)
- The Blue Klux Klan (2017)
- Game of Death (2017) (z Gensu Dean)
- Ponzie (2018)